# Moyshe Altman
Pour les articles homonymes, voir Altman.
Moyshe Altman (autres orthographes Mosche, Moshe ou Moïse Altman ou Al'tman), né le 8 mai 1890 à Lipcani et décédé le 21 octobre 1981 à Tchernivtsi, est un écrivain juif roumain, publiant en yiddish, russe et hébreu.

## Biographie
Moyshe Altman est né le 8 mai 1890 à Lipcani. Il étudie à l'école primaire de Lipcani, puis au lycée de Kamianets-Podilskyï, comme Jacob Sternberg, avec lequel il se lie d'amitié.
En 1914, il publie ses premières poésies dans un journal en yiddish d'Odessa, Unser lebn, puis il s'établit à Tchernivtsi à partir de 1919 et publie régulièrement des poésies et des articles de critique littéraire dans des journaux locaux comme Frayhayt ou Dos Naye Leben. Il tente d'immigrer en Argentine, où il dirige un orphelinat juif de Buenos Aires, mais revient en Roumanie, où il tente plusieurs métiers avant de s'établir à Bucarest, où il devient rédacteur à l'hebdomadaire Die woch. Du fait de la prise de pouvoir d'Ion Antonescu et de l'antisémitisme grandissant, il traverse le Dniestr avec Jacob Sternberg pour s'établir à Chișinău, où il devient membre de l'Union des écrivains soviétiques.
En 1944, il revient à Tchernivtsi, où il travaille comme dramaturge au GOSET, théâtre yiddish d'avant-garde, dirigé par Moïse Goldblat. Le 15 avril 1949, il est arrêté en lien avec ce qu'on a appelé plus tard le cas numéro 5390, qui visait « un groupe nationaliste trotskiste d'écrivains bessarabes », avec Iakov Iakir, Motl-Herș Saktsier, Herzl Rivkin, Ihil Șraibman, Herș-Leib Kajber, Zvi Zelman et d'autres encore. Il est emprisonné à Chișinău, puis le groupe est séparé à Kouïbychev. Altman et Saktsier sont envoyés au goulag à Taïchet en Sibérie. Condamné à dix ans, il est relâché en 1953, puis réhabilité en 1955 et il revient à Tchernivtsi. En 1961, la publication la publication d'écrivains juifs soviétiques en langue yiddish reprend et Moyshe Altman accepte de collaborer à la revue Sovetish Heymland [Patrie soviétique], qui publie ses pièces de théâtre, essais, contes et nombreuses traductions de la littérature russe et mondiale en yiddish.

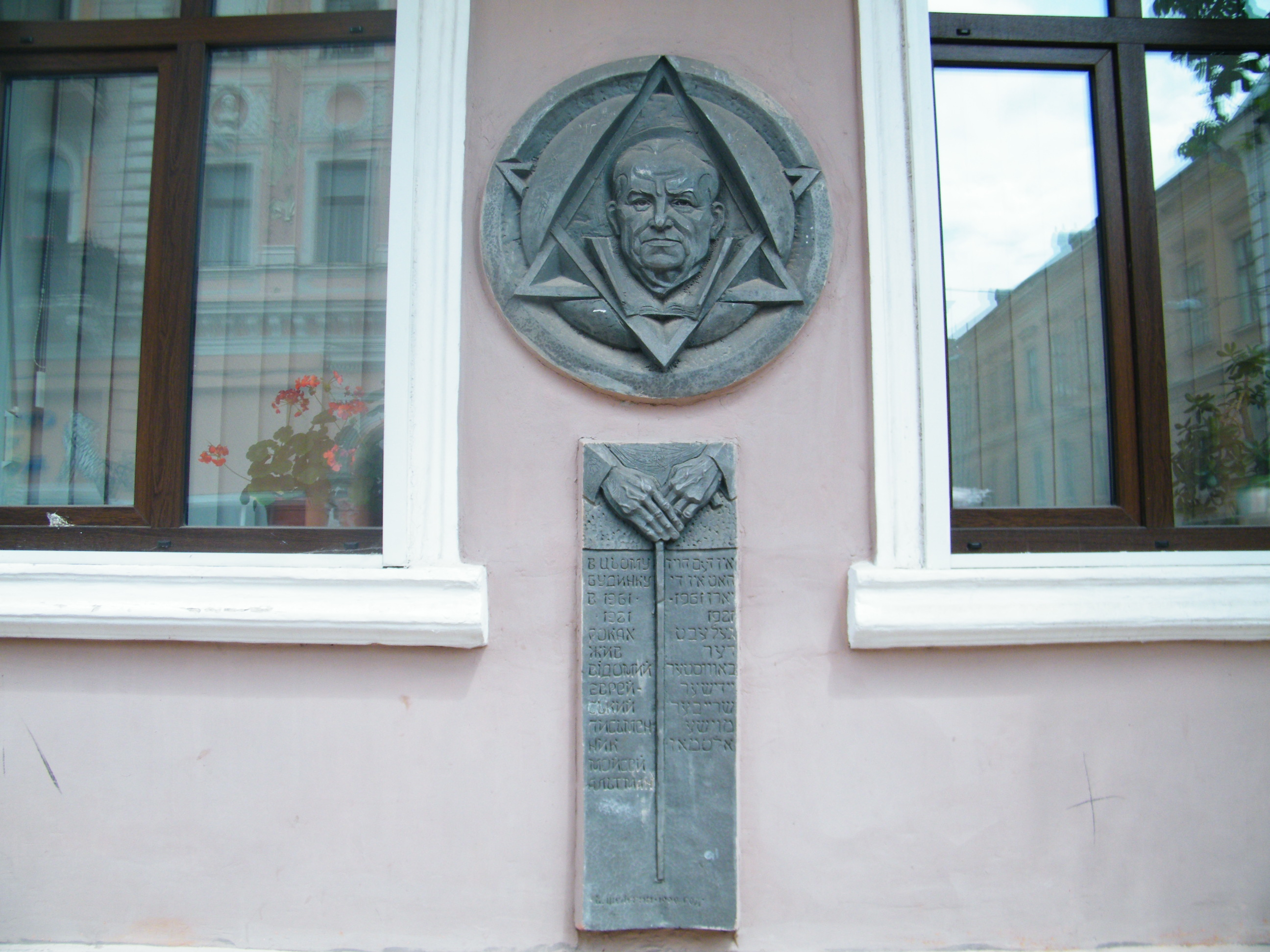
Plaque commémorative représentant Moyshe Altman au 23, rue Kobylianska à Tchernivtsi.

Au cours de sa vie, Altman écrit également en hébreu ou en russe. Ses mémoires, notamment dans la mesure où elles portent en partie sur le goulag, n'ont été publiées que partiellement et en russe. Son roman Medrash Pinkes avait déjà été salué comme le meilleur livre en yiddish sur la Première Guerre mondiale. Il a écrit aussi un poème connu sur la répression stalinienne (publié en 1958 à Varsovie), Me geyt antkeg [On va vers]. Plus légèrement, il a composé des lieder et des sketchs pour la chanteuse et comédienne Sidi Tal.
Après son décès à Tchernivtsi le 21 octobre 1981, les autorités soviétiques refusent ses dernières volontés, qui étaient d'être enterré dans le cimetière juif près de la tombe de son ami Eliezer Steinbarg et l'ensevelirent dans le cimetière chrétien. Au 23 de la rue Kobylianska, maison où il a vécu, se trouve désormais une plaque commémorative.

## Œuvres

### Prose
- Blendenisch [Rayonnement], Tchernivtsi, 1926, nouvelles
- Midresh-Pinḥes, Bucarest, 1936, roman
- Shmeterlingen [Papillons], 1938, roman
- Oysgeṿeylṭe shrifṭn [Œuvres choisies], Bucarest, 1974
- Di ṿiner ḳareṭe [La charrette viennoise], roman, nouvelles, Moscou, 1980
- Beim fentsṭer [Près de la fenêtre], essais, Moscou, 1980

### Théâtre
- Dos Zente Gebot [Le dixième commandement], Moscou, 1948
- Monisch, Bucarest, 1977

Pièce numérisée par l'université de Heidelberg, en accès libre :
- Yuftokh-shpil [Le jeu de Jephta], 1990, Moscou, revue Sovetish Heymland